# Дятлово-1
Дя́тлово-1 — деревня в Зарайском районе Московской области, в составе муниципального образования сельское поселение Струпненское (до 29 ноября 2006 года входила в состав Струпненского сельского округа), деревня связана автобусным сообщением с райцентром и соседними населёнными пунктами.

## Население
| 2002 | 2006 | 2010 |
| ---- | ---- | ---- |
| 5    | ↗6   | ↘2   |

## География
Дятлово-1 расположено в 8 км на юго-запад от Зарайска, на реке Селисна (бассейн реки Осётр), высота центра деревни над уровнем моря — 162 м.

## История
Дятлово-1 впервые упоминается в Писцовых книгах XVI века. В 1790 году в сельце числился 31 двор и 181 житель, в 1858 году — 46 дворов и 229 жителей, в 1906 году — 21 двор и 184 жителя.
В 1930 году был образован колхоз «Красный пахарь», с 1950 года — в составе совхоза «Чулки— Соколово».